# Radomiak Radom
Radomiak Radom – polski klub piłkarski z Radomia. Za datę założenia uznaje się rok 1910, odwołując się do powstania Radomskiego Towarzystwa Sportowego, funkcjonującego od 1921 jako Radomskie Koło Sportowe. Na początku lat 30. XX wieku RKS Radom był bliski awansu do najwyższej klasy rozgrywkowej w Polsce. Po II wojnie światowej (1945) powołano Klub Sportowy „Radomiak”, który po fuzji w 1967 z RKS-em przejął jego tradycje.
W 1946 drużyna Radomiaka w rozgrywkach Mistrzostw Polski dotarła do finału i wygrała 1/4 finału. W sezonie 1984/1985 drużyna zadebiutowała w najwyższej klasie ligowej (wówczas I liga). Do Ekstraklasy Zieloni powrócili dopiero w 2021 roku. Drużyna zajmuje 43. miejsce w tabeli wszech czasów najwyższej polskiej ligi.
W Radomiaku poza piłką nożną działało dwanaście innych sekcji sportowych. Wśród reprezentantów klubu wyróżnili się m.in. kolarz Kazimierz Jasiński, który wziął udział w Letnich Igrzyskach Olimpijskich 1968 w Meksyku i zdobył tytuł mistrza Polski, bokser Antoni Czortek, mistrz Polski z 1949, oraz zdobywcy mistrzostwa kraju w lekkoatletyce.

## Historia

### Chronologia nazw
Radomskie Towarzystwo Sportowe
- 1910: Radomskie Towarzystwo Sportowe
- 1921: Radomskie Koło Sportowe
- 1950: Ogniwo
- 1958: Radomskie Koło Sportowe

Radomiak Radom
- 7 kwietnia 1945: Radomski Klub Sportowy Radomiak Radom (fuzja KS Bata Radom ze Szkolnym Klubem Sportowym Radom)
- 1950: Związkowiec Radom
- 1951: Włókniarz Radom
- 1958: KS Radomiak Radom
- 1967: RKS Radomiak Radom (fuzja Radomskiego Koła Sportowego z KS Radomiak Radom)
- 2008: RKS Radomiak 1910 Radom S.A. (ogłoszenie Radomiaka jako Spółki Akcyjnej)

### Radomskie Towarzystwo Sportowe

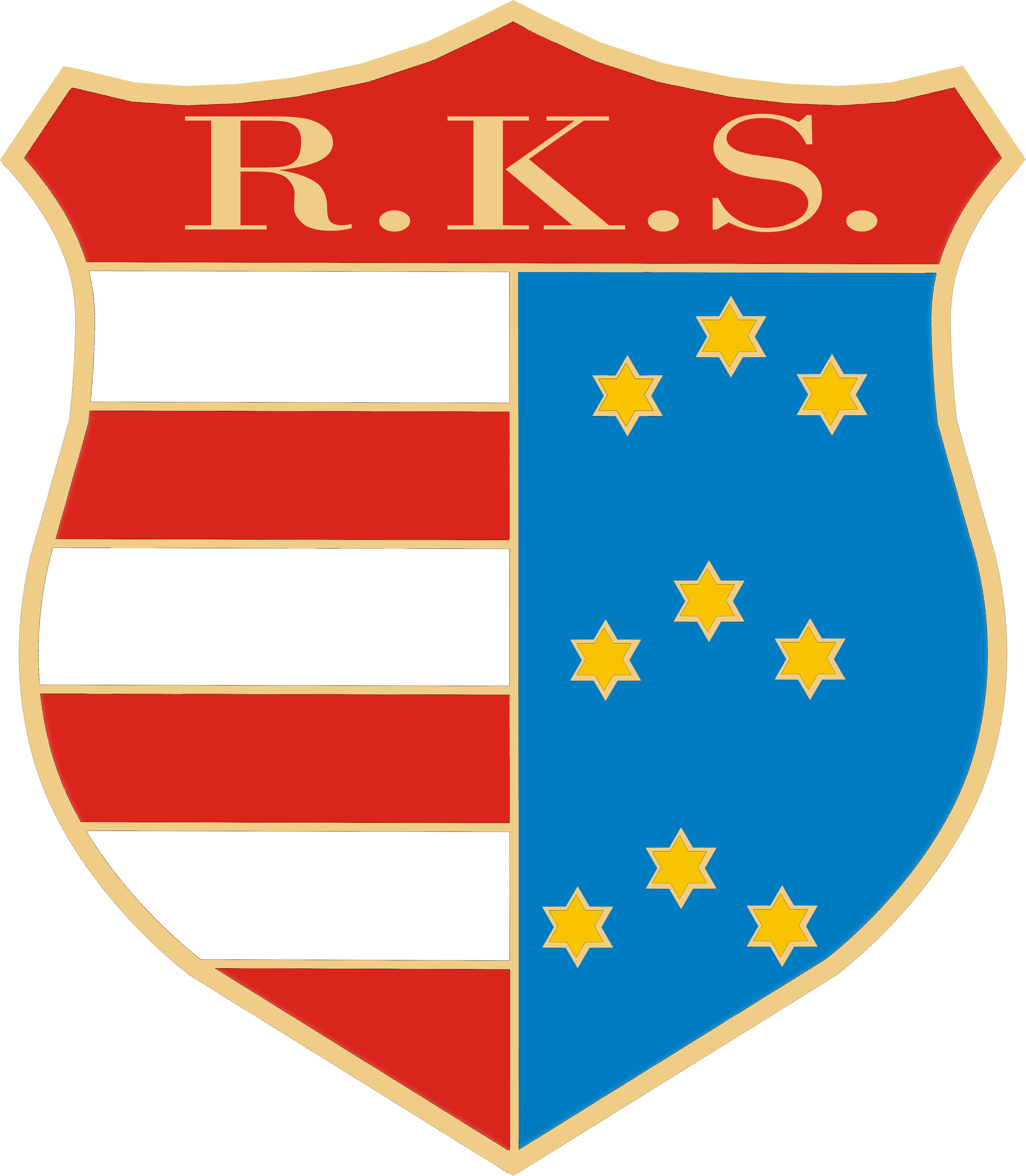
Herb RKS Radom

W 1908 roku uczeń piątej klasy Szkoły Handlowej, Włodzimierz Chędzyński, dostał w prezencie przysłaną z zagranicy skórzaną piłkę nożną. Razem z kolegami dzięki pozwoleniu dyrektora szkoły, Prospera Jarzyńskiego, rozegrali pierwszy mecz. Takie spotkania organizowane były przez blisko dwa lata. W 1910 roku, po uzyskaniu od władz carskich pozwolenia na oficjalną działalność, powstało Radomskie Towarzystwo Sportowe, które poza piłką nożną miało sekcje: kolarską, tenisową, łyżwiarską i gimnastyczną („Sokół”). Piłkarze występowali pod nazwą Kordian.
Rok później drużyna piłkarska rozegrała swój pierwszy mecz, podejmując w Radomiu zespół Stelli Warszawa. To historyczne spotkanie wygrali warszawianie 5:2. Radomscy zawodnicy grali w tym pojedynku we własnych strojach, a na nogach mieli zwykłe obuwie. W owym okresie prezesem klubu był Prosper Jarzyński. I wojna światowa przerwała działalność Kordian. W 1921 roku nastąpił rozpad w strukturach Radomskiego Towarzystwa Sportowego, w wyniku którego powstały dwa nowe kluby: Radomskie Koło Sportowe (kontynuator działalności towarzystwa) i Czarni. W kolejnym roku radomianie zostali zgłoszeni do warszawskiego Okręgowego Związku Piłki Nożnej. W 1923 roku nastąpiło połączenie ze Szkolnym Klubem Sportowym „Sztubak”. W Starym Ogrodzie powstało boisko piłkarskie, a po drugiej stronie sadzawki – żużlowy tor kolarski i korty tenisowe. Wszystkie te inwestycje zrealizowano składek członkowskich.
W 1924 roku radomski klub wywalczył awans do klasy B okręgu warszawskiego. Rok później awansował do najwyższej klasy rozgrywek tego okręgu. Na początku poniósł porażkę z uczniowskim klubem Radomianka 1:4, ale kolejne mecze zakończyły się wygraną z Ruchem Warszawa 2:0, remisem z Sarmatą 0:0 i zwycięstwem z Pogonią Warszawa 1:0. W spotkaniach rewanżowych Radomskie Koło Sportowe nie doznało ani jednej porażki. Następnie radomianie przystępowali do finału o tytuł mistrza klasy B, w którym pokonali 2:0 po golach Piotra Bulka Skrę Warszawa. Dzięki temu sukcesowi wywalczyli awans do klasy A.
W 1928 roku Polski Związek Piłki Nożnej utworzył nowy okręg piłkarski obejmujący swoim zasięgiem tereny radomskiego, kieleckiego, częstochowskiego i Ziemi Zagłębiowskiej. Radomski klub, pokonując swoich rywali w grupie eliminacyjnej, zdobył tytuł mistrza podokręgu. W następnym etapie pokonał dwukrotnie Hakoah Będzin (2:0, 4:1). W decydującej rundzie o mistrzostwo okręgu podejmował Klub Sportowy z Sosnowca. Na własnym boisku odniósł zwycięstwo 5:1, natomiast w meczu rewanżowym uległ rywalom 2:3. Obie drużyny rozegrały jeszcze dodatkowy mecz o tytuł. Zawodnicy z Radomia wygrali to spotkanie 4:1 po trafieniach: Wacława Badowskiego, Tymoteusza Podkańskiego, Mariana Matyjaśkiewicza i Wiktora Werchowicza.
Po zdobyciu mistrzostwa okręgu radomscy piłkarze brali udział w rozgrywkach o awans do I ligi, w których rywalizowali z Podgórzem Kraków i Naprzodem Lipiny. We wszystkich meczach ponieśli porażkę. W 1931 roku ponownie wywalczyli grę w barażach o awans do ekstraklasy. Po raz kolejny podejmowali zespoły Podgórza i Naprzodu. W pierwszym meczu wygrali w Krakowie 1:0, a w rewanżu 5:3. W spotkaniu z Naprzodem lepsi okazali się goście z Lipin, zwyciężając 3:2, natomiast w meczu rewanżowym osłabiony skład radomian uległ rywalom 2:13.
W latach 1932 i 1933 dwukrotnie wywalczył tytuł wicemistrza okręgu, a w następnym roku zajął trzecie miejsce. W drugiej połowie lat 30. XX wieku w klubie nastąpił kryzys, który pogłębił wybuch II wojny światowej. Zniszczone zostały stadion i urządzenia sportowe. W czasie wojennym zginęło wielu czołowych zawodników i działaczy klubowych, m.in.: bracia Podkańscy, Jeżyński, Werchowicz, Papierski, Władysław Bramson, Chądzyński, Szczawiński, Wichowski, Wilkoszewski.
Po wojnie w Radomiu działacze i sympatycy radomskiego klubu zorganizowali zebranie. W tym samym miesiącu po około sześcioletniej przerwie w grze piłkarze ze Starego Ogrodu pojawili się na sportowych arenach. W inauguracyjnym spotkaniu ulegli Czarnym Radom 1:3. W pierwszych powojennych rozgrywkach w tabeli końcowej podokręgu uplasowali się na drugim miejscu za Radomiakiem. Z tą drużyną RKS grał pięć razy w meczach mistrzowskich, w których raz wygrał i dwukrotnie zremisował. W 1947 roku zawodnicy ze Starego Ogrodu wywalczyli mistrzostwo okręgu, dzięki czemu walczyli o prawo gry w I lidze. W zmaganiach tych zajęli drugie miejsce za Widzewem Łodź. W kolejnych latach w zespole piłkarskim nastąpił kryzys. W 1954 roku klub spadł do klasy B. Klub został pozbawiony środków finansowych. W połowie lat 60 XX wieku zawiesił działalność. Spadkobiercą tradycji i kontynuatorem został założony w 1945 roku Radomiak Radom.

### Początki Radomiaka
Wiosną 1945 roku w Radomiu miały miejsce pierwsze imprezy sportowe. 7 kwietnia 1945 na jednym z zebrań utworzono Klub Sportowy „Bata”. Otrzymując pomoc od radomskich Zakładów Obuwniczych, nowy klub przyjął nazwę firmy patronackiej. Nazwa: KS Bata widniała przez kilkadziesiąt dni. 13 lipca 1945 nastąpiła przemiana na Klub Sportowy „Radomiak”.
Aktywność przy powoływaniu organizacji wykazał Włodzimierz Skibiński, pełniący wówczas funkcję dyrektora naczelnego fabryki obuwia. Został wybrany honorowym prezesem tego klubu. Był pomysłodawcą nazwy, herbu i barw zielono-biało-zielonych. Pierwszym kierownikiem sekcji piłki nożnej mianowano Bronisława Biernacika. Szkoleniowcem zespołu został Marian Matyjaśkiewicz, a kapitanem Ludwik Adamczyk. Inauguracyjne spotkanie Radomiaka odbyło się 2 kwietnia 1945 roku, w drugi dzień Świąt Wielkanocnych, z radomską Bronią. Zieloni ulegli rywalom 0:1 po golu Więcaszka. Następnie drużynę zgłoszono do rozgrywek o mistrzostwo podokręgu radomskiego wchodzących wtedy w skład Warszawskiego Okręgowego Związku Piłki Nożnej. W pierwszym sezonie radomianie wywalczyli tytuł mistrza podokręgu, dzięki czemu przystąpili do rywalizacji o mistrzostwo okręgu warszawskiego. Piłkarze z Radomia dwukrotnie pokonali WKS Siedlce 5:0 i 3:1. W finale zespół zmierzył się z Polonią Warszawa. Radomiak na własnym boisku okazał się słabszy od stołecznego zespołu, ale w Warszawie zwyciężył 1:0. O zwycięstwie miał zadecydować dodatkowy mecz. Wygrali go warszawianie, jednak zarząd radomskiego klubu złożył protest z powodu gry w Polonii nieuprawnionych piłkarzy. Przyznano walkower dla Zielonych i tym samym zdobyli oni tytuł mistrza okręgu Warszawy w 1945 roku.
W następnym sezonie radomianie po raz pierwszy grali w rozgrywkach o mistrzostwo kraju, które rozgrywano systemem pucharowym. Wygrali eliminacje w podokręgu, a następnie w 1/8 finału zwyciężyli Lubliniankę 5:0. W ćwierćfinale ulegli w Łodzi miejscowemu ŁKS-owi 1:3 i odpadli z dalszej rywalizacji.
W latach 1947–1948 szkoleniowcem Radomiaka był Rudolf Vytlačil. 19 lipca 1947 Marian Czachor jako pierwszy piłkarz radomskiego klubu wystąpił w pierwszej reprezentacji Polski w przegranym meczu z Rumunią 1:2.
W 1948 roku reaktywowana została ekstraklasa, a rok później powołano II ligę. Drugoligowy debiut Zieloni zakończyli na trzecim miejscu. W następnych latach Radomiak plasował się na niższych lokatach w lidze. W 1952 roku zajmując ósmą pozycję, spadł do niższej klasy ligowej. Przeprowadzona wtedy reorganizacja rozgrywkowa przyczyniła się do dwudziestodwuletniej gry w III lidze i klasie okręgowej. W II lidze radomianie uczestniczyli przez cztery sezony.

### Fuzja Radomiaka z Radomskim Kołem Sportowym – RKS Radomiak

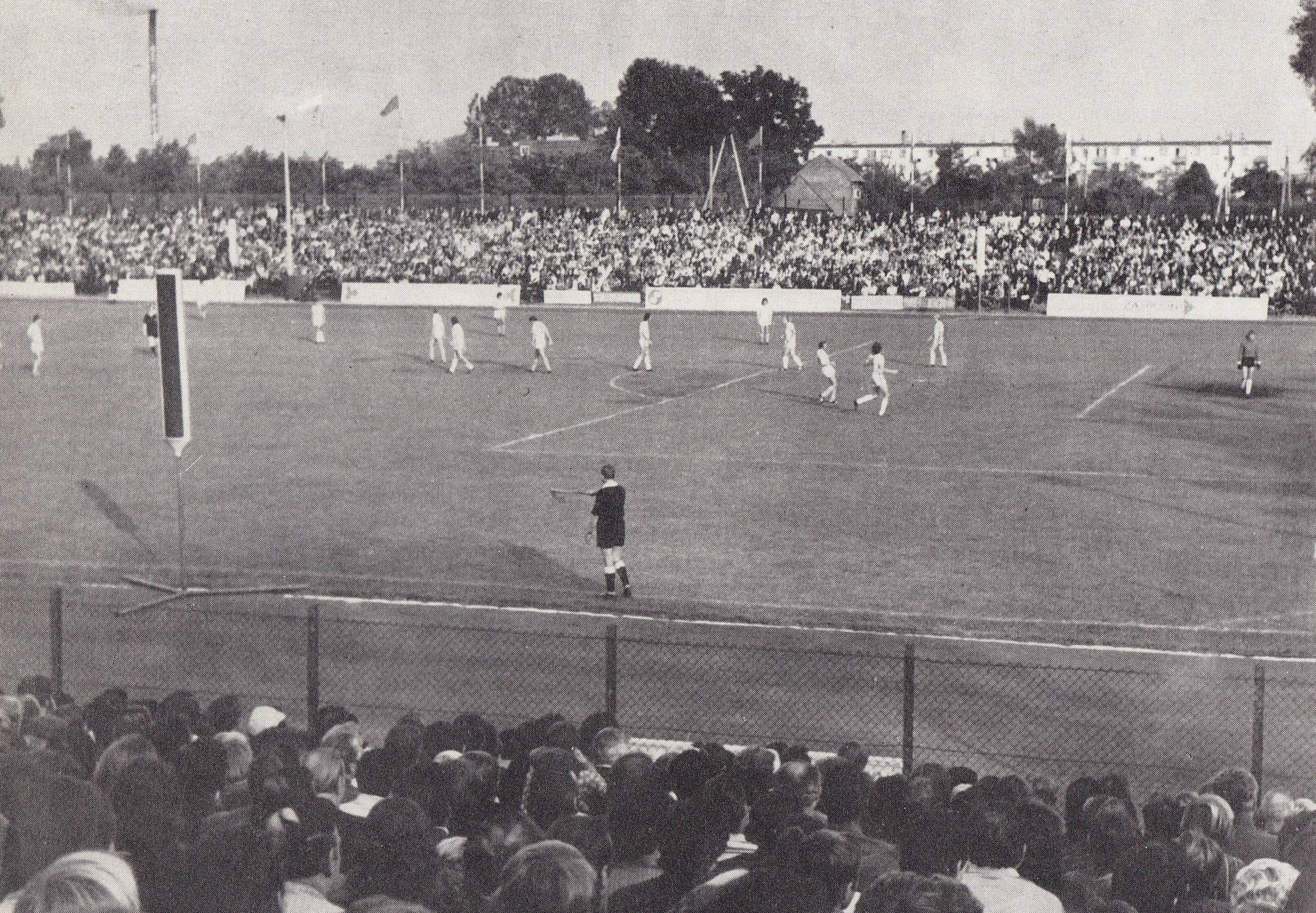
Jeden z meczów Radomiaka na własnym stadionie w 1975 roku

W 1967 roku nastąpiło połączenie Radomskiego Koła Sportowego i Klubu Sportowego „Radomiak”, w wyniku którego powstał Radomski Klub Sportowy „Radomiak”.
W latach 1969 i 1972 Zieloni awansowali do II ligi. W obu przypadkach gra w tej klasie ligowej trwała jeden sezon. W sezonie 1973/1974 radomianie zajęli pierwszą lokatę w klasie okręgowej, a w spotkaniach barażowych dwukrotnie pokonali Wisłę Puławy wynikiem 1:0, Górnika Radlin 0:1, 3:1 i tym samym wrócili do II ligi. Rozgrywki II-ligowe z udziałem Radomiaka tym razem również trwały jeden sezon. Po porażce w meczu barażowym ze Spartą Zabrze 0:2 piłkarze ze Struga ponownie występowali w lidze okręgowej.
W sezonie 1976/1977 wrócili na zaplecze ekstraklasy, w której pozostali na dłużej. Początek był niepomyślny dla Radomiaka. Po czterech meczach Zieloni ponieśli trzy porażki i raz zremisowali. Od piątej kolejki wypracowali serię siedmiu zwycięstw. W klasyfikacji końcowej uplasowali się na piątej pozycji. W następnych trzech edycjach ligi zespół zajmował kolejno miejsca: siódme, jedenaste i jedenaste. W sezonie 1982/1983 został mistrzem rundy jesiennej, natomiast wiosną wyprzedzili go Motor Lublin oraz Resovia i tym samym zajął trzecie miejsce w drugiej grupie II ligi.

### Historyczny awans do I ligi
W sezonie 1983/1984 w rozgrywkach II ligi zespół Radomiaka po 5. kolejce zajął pozycję lidera, którą utrzymał do końca rozgrywek. Po rundzie jesiennej z dorobkiem 20 punktów wyprzedzał o 3 punkty Resovię i Górnika Knurów. W 20 czerwca 1984 po wygranym meczu 2:1 w Warszawie nad miejscowym Hutnikiem zapewnił sobie awans do ekstraklasy.

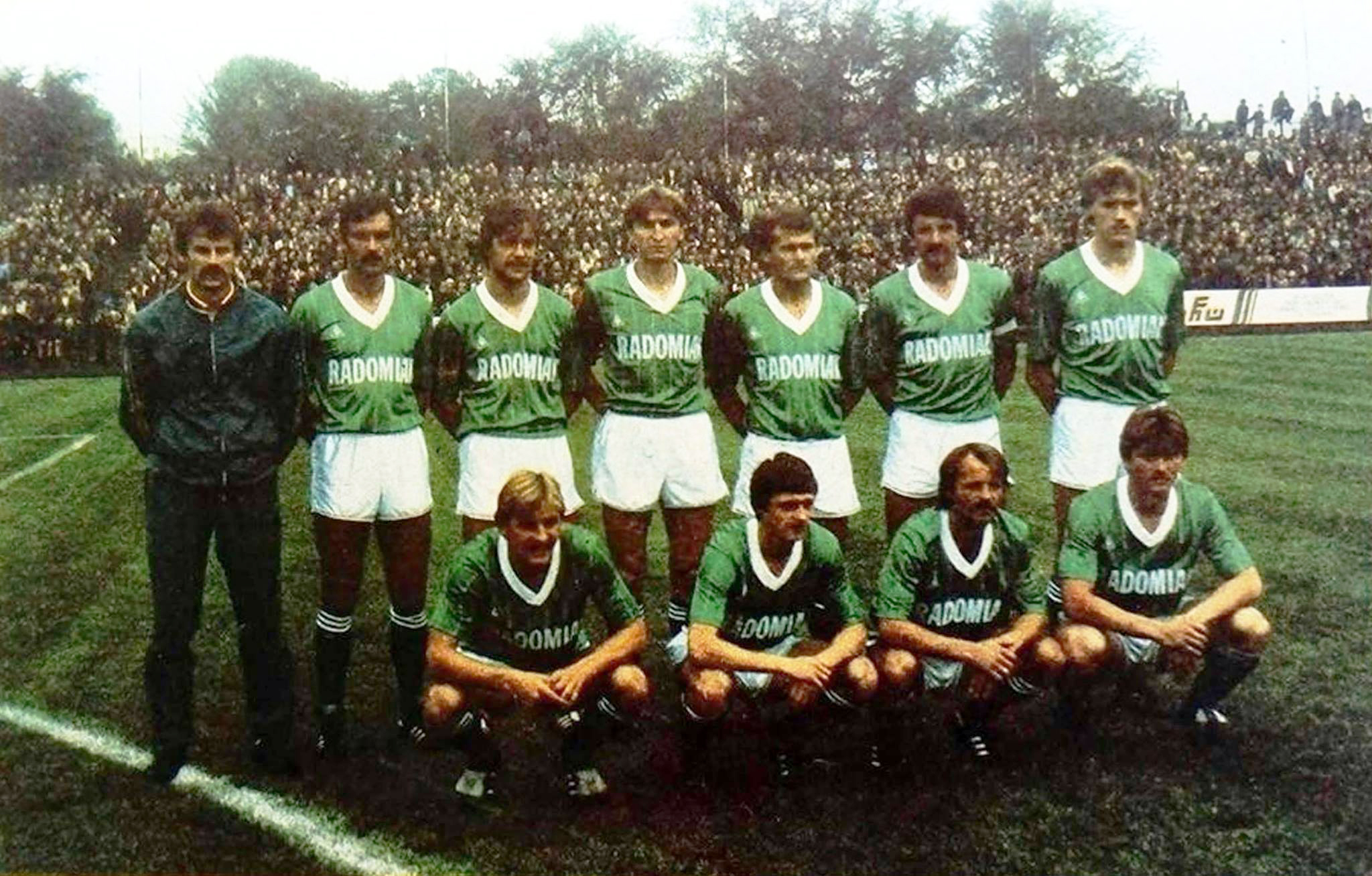
Piłkarze Radomiaka przed meczem z Legią Warszawa (22 września 1984)

Dzięki prezesowi klubu Ryszardowi Antoniewiczowi Zieloni zostali wzmocnieni: Andrzejem Szymankiem z Górnika Zabrze, Adamem Beneszem ze Stali Stocznia Szczecin, a podczas rozgrywek do zespołu dołączył Włodzimierz Andrzejewski z Broni Radom. W pierwszym meczu radomianie na własnym boisku pokonali Bałtyk Gdynia 3:0, następnie w Łodzi ŁKS 1:0 i po 2. kolejce ligowej z czterema punktami bez straty gola obejmowali pozycję lidera. Po rundzie jesiennej z 15 punktami zajmowali 5. miejsce. Wiosną rozpoczęli zmagania remisem w Gdyni, a następnie odnotowali spadek w tabeli. Dopiero w 22. kolejce odnieśli swoje pierwsze zwycięstwo w tej rundzie, zwyciężając na wyjeździe Wisłę Kraków 2:0. O pozostaniu Radomiaka w ekstraklasie miała zadecydować ostatnia seria spotkań. Piłkarze ze Struga odnieśli zwycięstwo 5:1 nad Górnikiem Wałbrzych, jednak Pogoń Szczecin zakończyła pojedynek z Legią rezultatem 1:1, dzięki czemu zgromadziła o jeden punkt więcej niż radomski zespół. Warszawiacy mieli już wcześniej zapewnione wicemistrzostwo kraju. Radomiak zajął 15. miejsce i razem z Wisłą Kraków spadł do II ligi.

### Lata 90. XX wieku i początek XXI
W następnych latach radomski klub również nie potrafił zatrzymać tendencji spadkowej. W 1989 roku spadł do III ligi. W sezonie 1992/1993 zespół oparty głównie na wychowankach, którzy w 1990 roku zdobyli brązowy medal mistrzostw Polski w kategorii juniorów, wywalczył prawo gry na zapleczu ekstraklasy. Do II-ligowych rozgrywek Radomiak przystąpił prawie w tym samym składzie. Drużynę ze Struga 63 wzmocnił Rafał Siadaczka z radomskiej Broni. Po zakończeniu rundy jesiennej radomianie zajmowali 1. miejsce w tabeli. Przemiany gospodarczo-polityczne zachodzące w tamtym czasie w Polsce spowodowały problemy organizacyjne w klubie. Zniszczone zostały m.in. budynki klubowe, płyta boiska. Rozgrywki Zieloni zakończyli na 4. lokacie, przegrywając walkę o awans z takimi zespołami jak Petrochemia Płock czy Stomil Olsztyn. Rok później spadli do niższej klasy, a następnie do IV ligi.

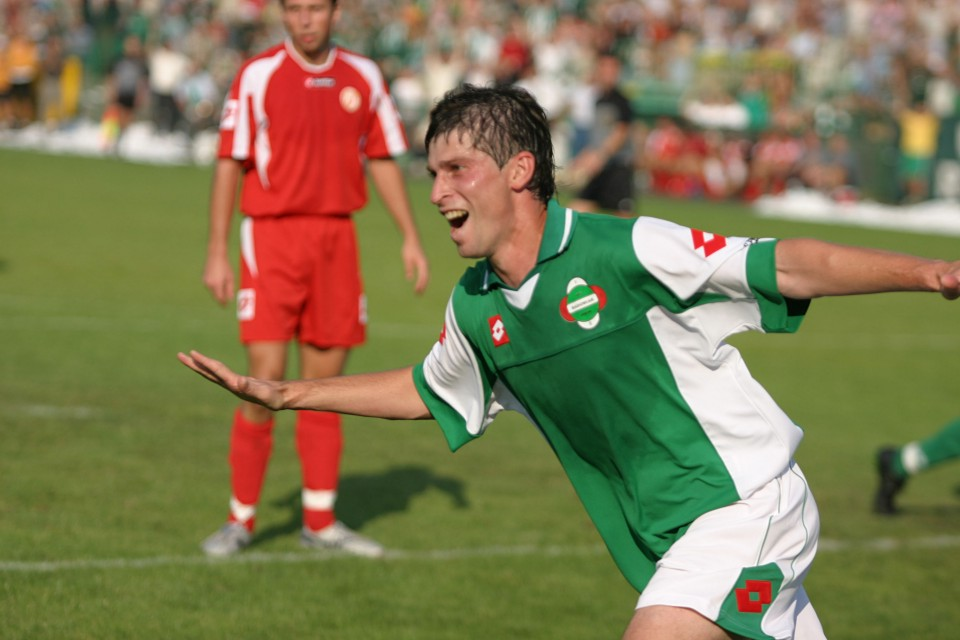
Raimondas Vilėniškis po zdobyciu bramki (1:1) w meczu z Widzewem Łódź w II lidze – 9 września 2005

W 2000 roku awansowali do III ligi, a po dwóch latach ponownie spadli. W sezonie 2003/2004 jako beniaminek III ligi zajęli 2. miejsce tuż za MKS-em Mława i przystąpili do gry w barażach o II ligę, w których podejmowali Tłoki Gorzyce. W pierwszej konfrontacji w Radomiu pokonali gości 3:1. W wyjazdowym meczu rewanżowym w 86 minucie gospodarze prowadzili 2:0, ale skuteczna akcja Bogumiła Sobieski w 87 minucie dała Radomiakowi awans za zaplecze ekstraklasy.
Po I rundzie zmagań w II-ligowych rozgrywkach radomski zespół zajmował ostatnią pozycję z dorobkiem 7 punktów. Na stanowisko trenera został wówczas zatrudniony Mieczysław Broniszewski, który do klubu ściągnął pierwszoligowych zawodników m.in.: Macieja Terleckiego, Mikałaja Branfiłaua, Gražvydasa Mikulėnasa. Radomianie zakończyli sezon na 16. pozycji dającą grę barażową o utrzymanie, w której ponownie walczyli z Tłokami Gorzyce. W pierwszym meczu zremisowali bezbramkowo, a w rewanżu pokonali przed własną publicznością rywali 3:0 po dwóch trafieniach Terleckiego i bramce Mikulenasa.
W kolejnym sezonie po rundzie jesiennej uplasowali się na 8. pozycji. Potem z klubu odszedł trener, a za nim większość sprowadzonych przez niego zawodników. Do Radomiaka dołączył nowy szkoleniowiec Mariusz Kuras, uzupełniono również skład drużyny. Nowy zespół słabiej radził sobie w II-ligowych rozgrywkach. Pod koniec sezonu zatrudniono kolejnego trenera Witolda Mroziewskiego, natomiast piłkarze skończyli rywalizację na 14. miejscu. W barażach podejmowali Odrę Opole. Pierwszy mecz w Opolu zakończył się remisem 1:1. W Radomiu mimo przewagi gry ze strony gospodarzy radomianie przegrali baraże po rzutach karnych 2:4 i spadli do III ligi.
W sezonie 2006/2007 w 1/16 finału Pucharu Polski Radomiak pokonał na własnym boisku 1:0 występującą o dwie klasy wyżej Odrę Wodzisław Śląski. 24 października 2006 roku w kolejnej rundzie zwyciężył w Łodzi ŁKS 1:0. W obu meczach bramkę dla radomian strzelił Maciej Terlecki. W ćwierćfinale Zieloni dwukrotnie ulegli Cracovii 1:3 i 0:1.

### Nowa spółka
W 2008 roku z powodu zadłużenia ogłoszono upadłość stowarzyszenia, w jego miejsce powołano spółkę akcyjną. Zespół otrzymał licencję na grę w nowej IV lidze (odpowiednik wcześniejszej V) i po raz pierwszy w historii wziął udział w rozgrywkach na piątym szczeblu ligowym. Sezon 2008/2009 Radomiak zakończył na 1. miejscu w tabeli i uzyskał bezpośredni awans do III ligi (grupa łódzko-mazowiecka). Po dwóch latach awansował z 1. miejsca do II ligi (grupa wschodnia). Po zajęciu 12. miejsca w sezonie 2013/2014 spadł do niższej ligi w wyniku reorganizacji rozgrywek. Po roku powrócił na wyższy szczebel ligowy, zajmując 1. pozycję w tabeli III ligi i wygrywając baraże ze zwycięzcą innej grupy, Wisłą Sandomierz.
W sezonie 2016/2017 Zieloni zajęli 4. miejsce w II lidze, ale przegrali dwumecz barażowy z Bytovią Bytów o awansu do I ligi. Rok później w ostatniej kolejce ligowej stracili 4. pozycję i zakończyli rozgrywki jako piąta drużyna. W sezonie 2018/2019 zespół awansował do I ligi po zwycięstwie z Siarką Tarnobrzeg w 33 kolejce. Radomiak zaliczył powrót do 2. klasy rozgrywkowej po 13 latach. Jako beniaminek, w sezonie 2019/2020 „Zieloni” sensacyjnie zajęli 4. miejsce w I lidze, dające im udział w barażach o awans do najwyższej klasy rozgrywkowej. 28 lipca 2020 roku Radomiak pokonał u siebie w półfinale play-offów Miedź Legnica 3:1, aby w finale w Grodzisku Wielkopolskim ulec Warcie Poznań 0:2.
W sezonie 2020/2021 Radomiak zajął 1. miejsce w rozgrywkach I ligi i awansował do Ekstraklasy po 36 latach przerwy.

## Sukcesy
- 1/4 finału Mistrzostw Polski 1946
- 7. miejsce w Ekstraklasie w sezonie 2021/22
- 2x mistrzostwo I ligi (dawnej II ligi): 1983/1984 (gr. II), 2020/2021
- 1/4 finału Pucharu Polski w sezonie 2006/2007
- Puchar Polski na szczeblu kieleckiego OZPN: 1961, 1962/1963, 1965/1966, 1966/1967, 1967/1968, 1975/1976
- Puchar Polski na szczeblu radomskiego OZPN: 1989/1990, 1990/1991, 1991/1992, 1992/1993, 1996/1997, 1999/2000

## Klubowe statystyki i rekordy
do 22 maja 2022
Ogólne:
- Najwyższe zwycięstwo: 7 maja 2000 – Mazovia Mińsk Mazowiecki – 15:0
- Najwyższa wygrana w Ekstraklasie: 23 czerwca 1985 – Górnik Wałbrzych – 5:1
- Najwyższa porażka: 29 maja 1966 – KSZO Ostrowiec Świętokrzyski – 0:9
- Najwyższa przegrana w Ekstraklasie: 10 lutego 2024 – Cracovia – 0:6

Indywidualne:
- Najwięcej występów w I lidze: Andrzej Niedziółka, Adam Benesz – 30
- Najwięcej występów (łącznie): Marek Wojdaszka
- Najwięcej bramek w Ekstraklasie lidze: Leonardo Rocha – 19
- Najwięcej bramek (łącznie): Leândro Rossi – 116

W rozgrywkach ligowych:
- Ekstraklasa – jeden sezon (15. miejsce)
  - 30 meczów, 25 punktów, 8 zwycięstw, 9 remisów, 13 porażek, bilans bramkowy 29-32
- I liga – 20 sezonów
  - 531 meczów, 513 punktów, 179 zwycięstw, 149 remisy, 203 porażki, bilans bramkowy 595-649

### Sezon po sezonie

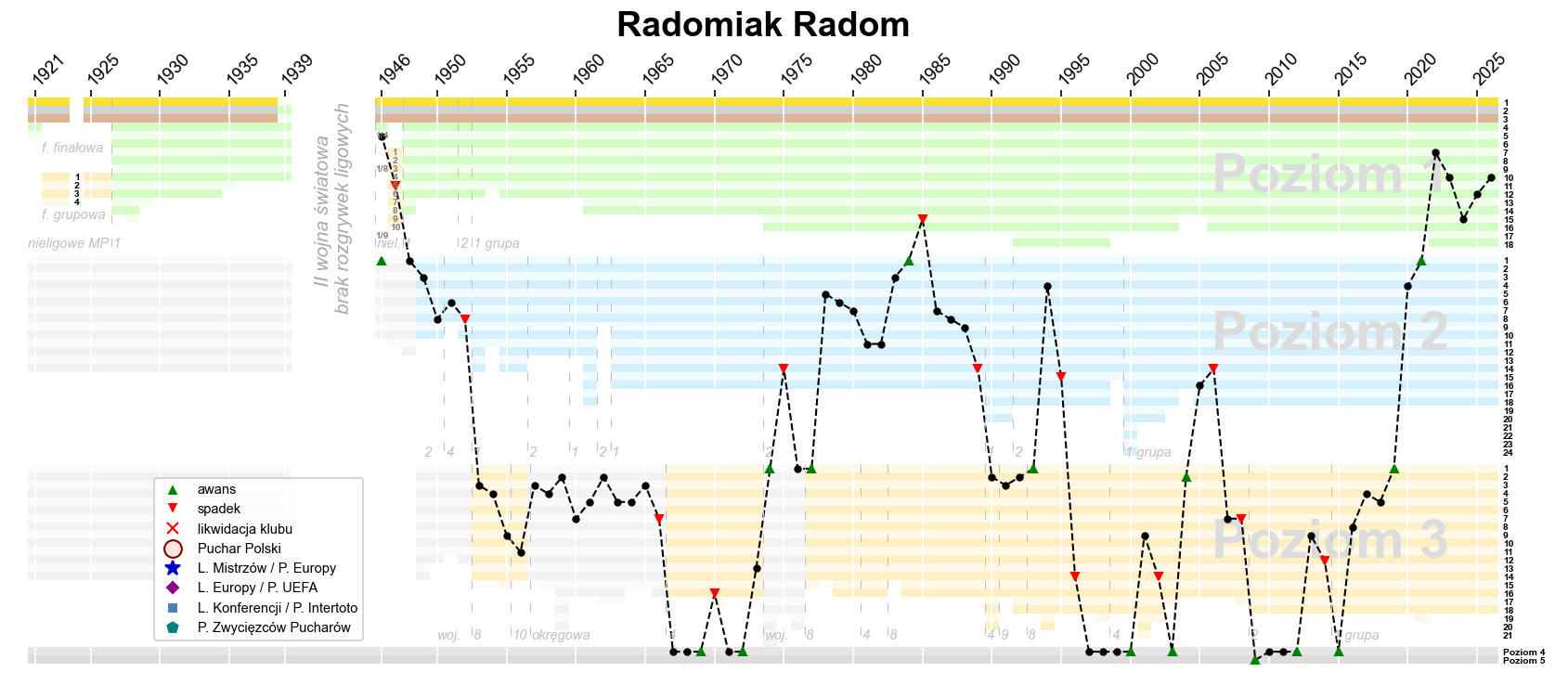
Historia występów Radomiaka Radom w rozgrywkach ligowych

| Sezon          | Rozgrywki ligowe | Rozgrywki ligowe                                     | Rozgrywki ligowe | Puchar Polski (rozgrywki centralne) |
| Sezon          | Liga             | Liga                                                 | Miejsce          | Puchar Polski (rozgrywki centralne) |
| -------------- | ---------------- | ---------------------------------------------------- | ---------------- | ----------------------------------- |
| Lata 1969–2025 |                  |                                                      |                  |                                     |
| 1969/1970      | III              | III liga (gr. II)                                    | 16/16            | –                                   |
| 1970/1971      | brak danych      | brak danych                                          | brak danych      | –                                   |
| 1971/1972      | brak danych      | brak danych                                          | brak danych      | –                                   |
| 1972/1973      | III              | III liga (gr. II)                                    | 13/16            | –                                   |
| 1973/1974      | III              | Klasa okręgowa (gr. Kielce)                          | 1/15             | –                                   |
| 1974/1975      | II               | II liga (gr. południowa)                             | 14/16            | –                                   |
| 1975/1976      | III              | Klasa okręgowa (gr. Kielce)                          | 1/14             | –                                   |
| 1976/1977      | III              | III liga (gr. III)                                   | 1/14             | 1/16 finału                         |
| 1977/1978      | II               | II liga (gr. północna)                               | 5/16             | –                                   |
| 1978/1979      | II               | II liga (gr. wschodnia)                              | 6/16             | II runda                            |
| 1979/1980      | II               | II liga (gr. wschodnia)                              | 7/16             | 1/16 finału                         |
| 1980/1981      | II               | II liga (gr. wschodnia)                              | 11/16            | II runda                            |
| 1981/1982      | II               | II liga (gr. wschodnia)                              | 11/16            | IV runda                            |
| 1982/1983      | II               | II liga (gr. wschodnia)                              | 3/16             | 1/8 finału                          |
| 1983/1984      | II               | II liga (gr. wschodnia)                              | 1/16             | III runda                           |
| 1984/1985      | I                | I liga                                               | 15/16            | III runda                           |
| 1985/1986      | II               | II liga (gr. zachodnia)                              | 7/16             | 1/16 finału                         |
| 1986/1987      | II               | II liga (gr. zachodnia)                              | 8/16             | II runda                            |
| 1987/1988      | II               | II liga (gr. zachodnia)                              | 9/16             | III runda                           |
| 1988/1989      | II               | II liga (gr. zachodnia)                              | 14/16            | II runda                            |
| 1989/1990      | III              | III liga (gr. IV)                                    | 2/20             | 1/16 finału                         |
| 1990/1991      | III              | III liga (gr. VI)                                    | 3/16             | I runda                             |
| 1991/1992      | III              | III liga (gr. VI)                                    | 2/16             | III runda                           |
| 1992/1993      | III              | III liga (gr. V)                                     | 1/16             | III runda                           |
| 1993/1994      | II               | II liga (gr. wschodnia)                              | 4/18             | 1/16 finału                         |
| 1994/1995      | II               | II liga (gr. wschodnia)                              | 15/16            | II runda                            |
| 1995/1996      | III              | III liga (gr. V)                                     | 14/14            | II runda                            |
| 1996/1997      | IV               | IV liga (gr. Radom-Lublin)                           |                  | –                                   |
| 1997/1998      | IV               | IV liga (gr. Radom-Lublin)                           |                  | I runda                             |
| 1998/1999      | IV               | IV liga (gr. Lublin, Radom, Biała Podlaska, Siedlce) | 2/18             | –                                   |
| 1999/2000      | IV               | IV liga (gr. Lublin, Radom, Biała Podlaska, Siedlce) | 1/18             | –                                   |
| 2000/2001      | III              | III liga (gr. I)                                     | 9/20             | I runda                             |
| 2001/2002      | III              | III liga (gr. I)                                     | 14/18            | –                                   |
| 2002/2003      | IV               | IV liga (gr. mazowiecka)                             | 1/18             | –                                   |
| 2003/2004      | III              | III liga (gr. I)                                     | 2/16             | –                                   |
| 2004/2005      | II               | II liga                                              | 16/18            | –                                   |
| 2005/2006      | II               | II liga                                              | 14/18            | 1/8 finału                          |
| 2006/2007      | III              | III liga (gr. I)                                     | 7/16             | 1/4 finału                          |
| 2007/2008      | III              | III liga (gr. I)                                     | 7/16             | –                                   |
| 2008/2009      | V                | IV liga okręgowa (gr. mazowiecka – południe)         | 1/17             | –                                   |
| 2009/2010      | IV               | III liga (gr. łódzko-mazowiecka)                     | 2/16             | –                                   |
| 2010/2011      | IV               | III liga (gr. łódzko-mazowiecka)                     | 4/16             | –                                   |
| 2011/2012      | IV               | III liga (gr. łódzko-mazowiecka)                     | 1/16             | –                                   |
| 2012/2013      | III              | II liga (gr. wschodnia)                              | 9/18             | –                                   |
| 2013/2014      | III              | II liga (gr. wschodnia)                              | 12/18            | –                                   |
| 2014/2015      | IV               | III liga (gr. łódzko-mazowiecka)                     | 1/16             | I runda                             |
| 2015/2016      | III              | II liga                                              | 8/18             | –                                   |
| 2016/2017      | III              | II liga                                              | 4/18             | 1/16 finału                         |
| 2017/2018      | III              | II liga                                              | 5/18             | 1/32 finału                         |
| 2018/2019      | III              | II liga                                              | 1/18             | 1/32 finału                         |
| 2019/2020      | II               | I liga                                               | 4/18             | 1/16 finału                         |
| 2020/2021      | II               | I liga                                               | 1/18             | 1/8 finału                          |
| 2021/2022      | I                | Ekstraklasa                                          | 7/18             | 1/32 finału                         |
| 2022/2023      | I                | Ekstraklasa                                          | 10/18            | 1/8 finału                          |
| 2023/2024      | I                | Ekstraklasa                                          | 15/18            | I runda                             |
| 2024/2025      | I                | Ekstraklasa                                          | 12/18            | 1/16 finału                         |

## Trenerzy
- 1945-1946: Marian Matyjaśkiewicz
- 1947-1948: Rudolf Vytacil
- 1949-1951: Marian Matyjaśkiewicz
- 1952: Stanisław Klocek
- 1953-1955: Henryk Zatorski
- 1956: Tadeusz Trojan, Marian Łańko
- 1957-1960: Karol Żelazny
- 1960-1962: Tadeusz Rusinowicz
- 1962-1963: Witold Klocek, Karol Żelazny
- 1963-1964: Kazimierz Kszczotek, Adam Wapiennik
- 1964-1965: Kazimierz Kszczotek, Lech Chalabry
- 1965-1966: Kazimierz Kszczotek, Leszek Krzysiak
- 1966-1969: Leszek Krzysiak
- 1969-1970: Leszek Krzysiak, Władysław Piec, Stanisław Baran
- 1970-1971: Stanisław Baran, Longin Janeczek
- 1971-1972: Kazimierz Kszczotek, Leopold Rejmer, Leszek Krzysiak
- 1972-1974: Leszek Krzysiak
- 1974-1975: Leszek Krzysiak, Stanisław Pawłowski
- 1975-1976: Stanisław Pawłowski
- 1976-1977: Stanisław Pawłowski, Rudolf Kapera
- 1977-1978: Rudolf Kapera
- 1978-1979: Rudolf Kapera, Tadeusz Wanat, Paweł Kowalski
- 1979-1981: Paweł Kowalski
- 1981-1982: Paweł Kowalski, Marek Równy, Józef Antoniak
- 1982-1985: Józef Antoniak
- 1985-1986: Mariusz Łaski, Zygmunt Ocimek, Michał Leonowicz
- 1986-1987: Jur Zieliński, Aleksander Papiewski, Jur Zieliński
- 1987-1988: Jur Zieliński
- 1988-1989: Jur Zieliński, Jerzy Leszczyński
- 1989-1993: Józef Antoniak
- 1993-1994: Józef Antoniak, Jur Zieliński
- 1994-1995: Jur Zieliński
- 1995-1996: Jur Zieliński, Maciej Jaśkiewicz, Mirosław Peresada
- 1996-1997: Arkadiusz Skonieczny, Bolesław Strzemiński
- 1997-1998: Bolesław Strzemiński
- 1998-1999: Bolesław Strzemiński, Włodzimierz Andrzejewski
- 1999-2000: Bolesław Strzemiński, Jur Zieliński
- 2000-2001: Jur Zieliński, Janusz Pietrasik, Tadeusz Łukiewicz, Jur Zieliński
- 2001-2002: Jerzy Rot
- 2002-2003: Jerzy Rot, Włodzimierz Andrzejewski
- 2003-2004: Włodzimierz Andrzejewski, Jerzy Engel jr
- 2004-2005: Jan Makowiecki, Arkadiusz Skonieczny, Mieczysław Broniszewski
- 2005-2006: Mieczysław Broniszewski, Mariusz Kuras, Arkadiusz Skonieczny, Witold Mroziewski
- 2006-2007: Witold Mroziewski, Józef Antoniak, Jacek Kacprzak
- 2007-2008: Jerzy Engel jr, Jerzy Wójcik
- 2008-2009: Zbigniew Wachowicz
- 2009-2010: Jerzy Rot, Arkadiusz Grzyb
- 2010-2011: Arkadiusz Grzyb, Grzegorz Wesołowski, Arkadiusz Grzyb, Arkadiusz Skonieczny, Piotr Wątorski
- 2011-2012: Dariusz Dźwigała, Armin Tomala
- 2012-2013: Armin Tomala, Janusz Niedźwiedź
- 2013-2014: Janusz Niedźwiedź, Mirosław Kosowski, Marcin Jałocha
- 2014-2015: Jacek Magnuszewski
- 2015-2016: Jacek Magnuszewski, Verner Lička
- 2016-2017: Verner Lička, Robert Podoliński
- 2017-2018: Jerzy Cyrak, Grzegorz Opaliński
- 2018-2022: Dariusz Banasik
- 2022-2023: Mariusz Lewandowski
- 2023: Constantin Gâlcă
- 2023-2024: Maciej Kędziorek
- 2024: Bruno Baltazar[30]
- 2025- : João Henriques [31]

## Piłkarze

### Obecny skład
Stan na 9 sierpnia 2025
| Nr | Poz. | Piłkarz                 |
| -- | ---- | ----------------------- |
| 1  | BR   | Filip Majchrowicz       |
| 2  | OB   | Ibrahima Camará         |
| 5  | OB   | Jérémy Blasco           |
| 6  | PO   | Bruno Jordão            |
| 7  | NA   | Vasco Lopes             |
| 8  | PO   | Paulius Golubickas      |
| 9  | NA   | Leândro Rossi (kapitan) |
| 10 | PO   | Roberto Alves           |
| 11 | NA   | Capita                  |
| 12 | BR   | Krystian Harciński      |
| 13 | PO   | Jan Grzesik             |
| 15 | PO   | Abdoul Tapsoba          |
| 16 | OB   | Mateusz Cichocki        |
| 17 | NA   | Alex Niziołek           |

| Nr | Poz. | Piłkarz              |
| -- | ---- | -------------------- |
| 20 | OB   | João Pedro Reginaldo |
| 24 | OB   | Zié Ouattara         |
| 25 | NA   | Maurides             |
| 26 | OB   | Adrián Diéguez       |
| 27 | PO   | Rafał Wolski         |
| 28 | PO   | Michał Kaput         |
| 29 | NA   | Depú                 |
| 37 | PO   | Mikołaj Molendowski  |
| 44 | BR   | Wiktor Koptas        |
| 74 | OB   | Steve Kingue         |
| 75 | BR   | Michał Jerke         |
| 77 | PO   | Christos Donis       |
| 99 | NA   | Guilherme Zimovski   |

### Piłkarze na wypożyczeniu
| Nr | Poz. | Piłkarz                                                      |
| -- | ---- | ------------------------------------------------------------ |
|    | OB   | Szymon Kilianek (w Chełmiance Chełm do 30 czerwca 2026)      |
|    | PO   | Jakub Snopczyński (w Starze Starachowice do 30 czerwca 2026) |

### Reprezentanci kraju w barwach Radomiaka
Marian Czachor jest pierwszym i jedynym, jak do tej pory, reprezentantem Polski w barwach Radomiaka. Został powołany przez Henryka Reymana na mecz z Rumunią, który odbył się 19 lipca 1947 w Warszawie (rozegrał pełne spotkanie, natomiast jego zespół poniósł porażkę 1:2).
Zawodnicy klubu ze Struga 63 reprezentowali również barwy narodowe w kadrze B. W sezonie 1984/1985 w drugiej reprezentacji kraju wystąpili: Andrzej Niedziółka (1 mecz, 1 gol) i Marek Sadowski (1 mecz).
Reprezentanci Polski juniorów: Jerzy Osuch, Tadeusz Mosiołek, Henryk Bolesta, Jerzy Fronczak, Andrzej Leśniewski, Janusz Pietrasik, Jacek Kacprzak, Tomasz Jurkowski, Leszek Partyński, Krzysztof Bartosiak, Robert Neska, Marek Szczepanowski, Rafał Kupidura, Tomasz Borkowski, Konrad Traczyk, Kamil Szymczyk, Łukasz Szary, Marcin Byszewski i Filip Majchrowicz.

### Piłkarze 85-lecia
Wyniki plebiscytu:
| Lp. | Imię i nazwisko    | Lata gry             |
| --- | ------------------ | -------------------- |
| 1.  | Ryszard Mrozek     | 1969–1974, 1976–1986 |
| 2.  | Marian Czachor     | 1945–1953            |
| 3.  | Tadeusz Rusinowicz | 1945–1961            |
| 4.  | Edmund Kryza       | 1958–1972            |
| 5.  | Marek Wojdaszka    | 1974–1986, 1989–1990 |
| 6.  | Tadeusz Wanat      | 1977–1978            |
| 7.  | Stanisław Kosiec   | 1965–1978            |
| 8.  | Jerzy Osuch        | 1962–1965, 1967–1976 |
| 9.  | Henryk Bolesta     | 1972, 1973–1974      |
| 10. | Zygmunt Galas      | 1957–1961, 1966–1971 |

## Symbole klubowe
Autorem herbu i barw Radomiaka jest jego pierwszy prezes (z 1945 roku), Włodzimierz Skibiński. Zieleń i biel odnosi się do kolorów radomskiej fabryki obuwia Bata, późniejszego Radoskóru. Herb klubu pochodzi od logo tego przedsiębiorstwa, jakim były dwa buty w kółku przypominające razem dwa liście koniczyny.
Protoplasta Radomiaka, Radomskie Koło Sportowe, miało barwy biało-czerwone, w hołdzie ojczyźnie będącej wówczas pod zaborami. Jego herb zaś był kopią herbu województwa sandomierskiego, do którego należał Radom w chwili powołania RKS-u.

## Derby Radomia

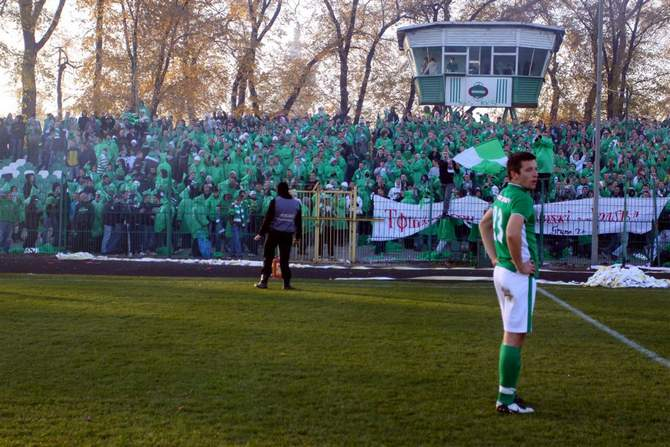
Kibice Radomiaka podczas derbów (2010)

Derbami Radomia nazywane są mecze pomiędzy Radomiakiem a Bronią Radom.
Niegdyś radomskie derby Radomiak rozgrywał m.in. z Czarnymi Radom. Pierwszy mecz derbowy Zielonych (pod nazwą KS Bata) z Bronią odbył się 2 kwietnia 1945 roku i zakończył się zwycięstwem „metalowców” 1:0. W rozgrywkach ligowych klub ze Struga 63 po raz pierwszy zmierzył się ze swoim lokalnym rywalem 20 września 1945 roku, odnosząc zwycięstwo stosunkiem 7:1.
W latach 1950–1956 obie drużyny rywalizowały pod innymi nazwami. Rozegrano derby II-ligowe, III-ligowe, IV-ligowe, w lidze okręgowej, rozgrywkach podokręgu (klasa A) oraz w ramach rozgrywek o Puchar Polski.
Statystyka
- Najwyższe zwycięstwo Radomiaka: 15:0
- Najwyższa porażka Radomiaka: 7:0

| Mecze | Zwycięstwa Radomiaka | Remisy | Porażki Radomiaka |
| ----- | -------------------- | ------ | ----------------- |
| 69    | 30                   | 19     | 20                |

## Kibice
Kibice Radomiaka nazywają siebie „Warchołami”. Swój przydomek zawdzięczają propagandzie PRL-u, która protestujących radomian, biorących udział w tzw. wydarzeniach radomskich w ramach Czerwca 1976, nazwała „radomskimi warchołami”. Corocznie 25 czerwca w Radomiu odbywa się manifestacja: „Gdyby nie Ursus, gdyby nie Radom…” przypominająca robotnicze wystąpienia w 1976 roku. Demonstracja liczy kilkaset osób, wśród których najliczniejszą grupę stanowią kibice Radomiaka. Rzadziej spotykanym określeniem są „Gołębiorze” jako nawiązanie do dzielnicy Gołębiów I, gdzie wybudowany został stadion.

## Stadion

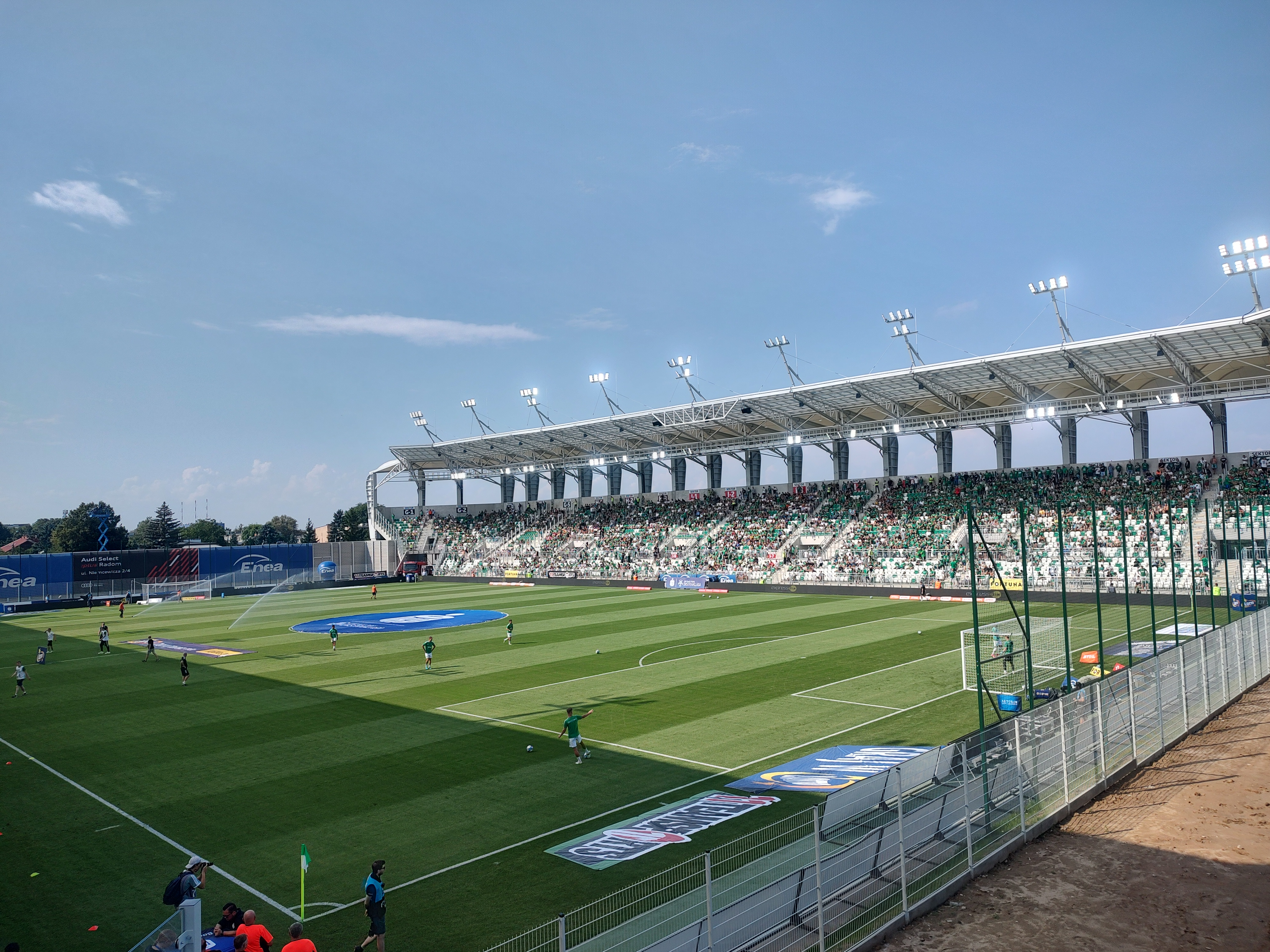
Stadion im. Braci Czachorów w Radomiu

Główny obiekt klubu to Stadion im. Braci Czachorów w Radomiu. W historycznym sezonie 1984/1985 na I-ligowe spotkania stary stadion był w stanie pomieścić do około 20 tysięcy widzów. Przy boisku wyznaczony był sektor dla kibiców przyjezdnych, a także specjalny dla gości honorowych i mediów.
Na starym obiekcie Radomiaka rozegrano trzy mecze towarzyskie międzynarodowe:
- 29 maja 1991 roku, Polska – Walia 0:0,
- 13 kwietnia 1993 roku, Polska – Finlandia 2:1,
- 7 sierpnia 1994 roku, Polska – Białoruś 1:1.

Od sezonu 2023/2024 Radomiak rozgrywa swoje mecze na nowym stadionie umieszczonym przy ulicy Andrzeja Struga 63 w Radomiu. Po pierwszym etapie budowy, obiekt ma pojemność 8 500 miejsc siedzących, a po dobudowaniu trybun za bramkami będzie mieć 15 000 miejsc siedzących.

## Drużyna rezerw
Klub prowadził także rezerwowy zespół. W sezonie 1982/1983 awansował do III ligi, w której zajął 10. miejsce z 24 punktami, tuż nad strefą spadkową. Rok później spadł do niższej klasy, gromadząc łącznie 16 punktów (bramki zdobyte: 17, stracone: 45) i zajmując ostatnią, 14. pozycję. W tym czasie doszło do spotkań derbowym drugiej drużyny Radomiaka z radomską Bronią. Zespół był dwukrotnie likwidowany. Po sezonie 2008/2009 został reaktywowany. W sezonie 2023/2024 klub występuje w V lidze, gr. mazowieckiej II.

## Pozostałe sekcje

### Sekcja bokserska
Sekcję boksu w Radomskim Klubie Sportowym – działającą w latach 1945–1958 – rozsławił Antoni Czortek. Po II wojnie światowej sportowiec zamieszkał w Radomiu. Do tego miasta trafił w 1947 roku, kiedy niespodziewanie przegrał walkę o mistrzostwo kraju z mało znanym częstochowskim bokserem. Po tej porażce wstydziłem się wracać do Warszawy. I wtedy przyszła niespodziewana oferta z Radomia (cytat z książki Radomscy olimpijczycy). Wówczas Sztobryn, kierownik sekcji boksu Radomiaka, zaproponował mu reprezentowanie radomskiego klubu. W 1949 roku Czortek, broniąc barw Zielonych, wywalczył mistrzostwo kraju. Po zakończeniu kariery zawodniczej był trenerem m.in. Radomiaka. W 2009 roku pięściarstwo powróciło do Radomiaka dzięki powołaniu ASB.

### Historyczne sekcje
Poza piłką nożną i boksem w Radomiaku z 1945 roku działało 11 innych sekcji sportowych:
- hokej na lodzie – 1946–1955,
- judo – 1982–1996,
- kolarstwo – 1945–1995,
- koszykówka – 1946–1962,
- lekkoatletyka – 1952–1997,
- piłka ręczna – 1947–1952,
- piłka siatkowa – 1946–1970,
- tenis – 1966–1995,
- tenis stołowy – 1946–1970,
- szachy – lata 40. XX wieku,
- zapasy – 1945–1996.

Najdłużej z nich działała sekcja kolarstwa. W tej dyscyplinie klub reprezentował m.in. Krzysztof Jasiński, który w 1968 roku jako zawodnik Radomiaka wywalczył indywidualnie tytuł mistrza Polski. Mistrzami Polski byli również: Jan Żurawski – zapasy (1959) oraz Jakub Fijałkowski (1996) i Grzegorz Krzosek (1997) – lekkoatletyka. Lekkoatleci, zapaśnicy i tenisiści stołowi uczestniczyli w II-ligowych rozgrywkach polskich.